# Irma Reichová
Irma Reichová (pokřtěná jako Marie; 14. března 1859 Křivoklát – 5. června 1930 Praha) byla česká operní pěvkyně-sopranistka, s velkým hudebním i hereckým nadáním. Na začátku své tvůrčí dráhy se o ní hovořilo jako o budoucí hvězdě formátu Otilie Sklenářové-Malé, která byla v té době už dvacet let na vrcholu popularity. Její talent ovšem dokázali využít spíše v zahraničí.

## Život
Poprvé na sebe upozornila v roce 1874 při slavnostní mši na počest vybudování železničního mostu blízko rodného města. Kněz Václav Svatopluk Štulc, společně s přítomným knížetem Emilem Fürstenbergem, byli jejím hlasem tak uchváceni, že doporučili rodičům, aby Irmu přihlásili do Pivodovy pěvecké školy. Jejím prvním veřejným vystoupením v Praze byla partie z Wagnerova Bludného Holanďana na absolventském koncertě 19. července 1879.
Poté si z několika nabídek vybrala angažmá v německém divadle v Teplicích, ale necítila se tam dobře a vydržela tam jen necelý rok. Jan Nepomuk Maýr ji pak přijal do souboru Prozatímního divadla, kde okamžitě sklidila úspěch u obecenstva rolí Markétky v Gounodově Faustovi; jako mladá pěvkyně ale musela přijímat i méně atraktivní role, včetně operet. Později působila v Národním divadle a vystupovala ve Varšavě. Její láska k italské hudbě ji přivedla do Itálie, kde se během dlouhé dovolené naučila jazyk a seznámila s hlavním repertoárem; cestou zpět pohostinsky vystoupila v Budapešti, kde opět vyvolala takové nadšení, že ihned získala trvalou smlouvu. V budapešťské opeře zpívala v letech 1884–1891. V roce 1927 se vrátila do Čech a konec života strávila v Praze.